# Carinotetraodon travancoricus

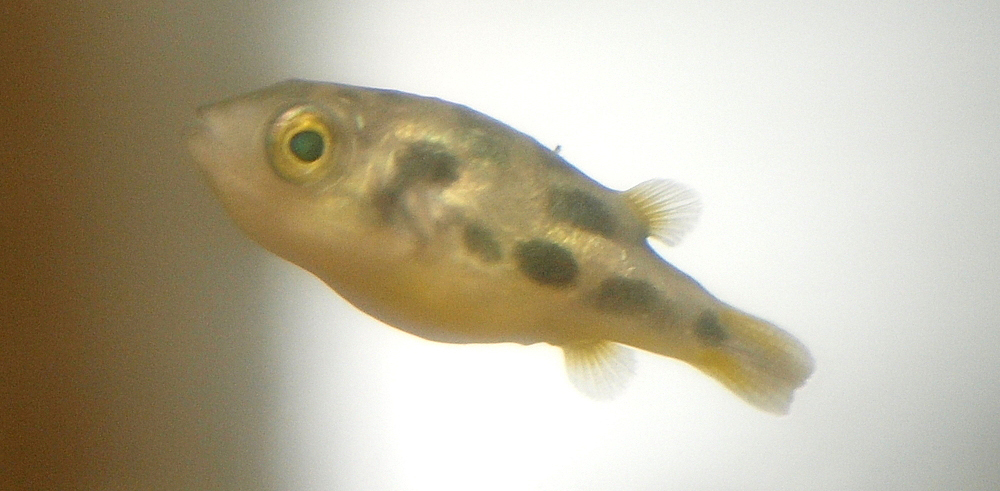
Một cá thể loài cá Dwarf pufferfish

Carinotetraodon travancoricus là loài cá nước ngọt nhỏ, đặc hữu của Kerala và miền nam Karnataka ở phía Tây Nam Ấn Độ. Nó bị đe dọa bởi nạn đánh bắt quá mức và do mất môi trường sống. Liên minh bảo tồn thiên nhiên quốc tế đã đánh giá tình trạng bảo tồn của loài là có thể bị đe dọa. Nó vẫn còn xuất hiện nhiều ở một số con sông và hiếm gặp ở một số con sông khác. Ước tính, số lượng cá thể của loài này đã giảm từ 30-40% từ năm 2005 đến 2015. Bên cạnh đó, chúng cũng có mặt ở một số khu bảo tồn như khu bảo tồn động vật hoang dã Neyyar.
Kích thước trong tài liệu tối đa là 3,5 cm (1,4 in), điều đó làm cho nó trở thành một trong những loài cá nóc nhỏ nhất trên thế giới. Mặc dù có liên quan chặt chẽ với cá nóc biển nhưng chúng không được tìm thấy ngoài đại dương. Các báo cáo ngược lại về loài này là do nhận dạng sai.
Chúng là loài đặc hữu của Kerala và miền nam Karnataka ở bán đảo Ấn Độ. Ở Kerala nó có mặt tại 13 con sông (cũng như cửa sông), bao gồm Chalakudy, Pamba, Periyar, Kabani, Bharathappuzha, Muvattupuzha, Achenkovil và Vamanapuram. Nó cũng được biết đến từ các khu vực nước ngọt khác trong khu vực như hồ Vembanad và vùng đầm lầy Thrissur Kole.